# الغواصة الألمانية يو-577
غواصة يو-577 غواصة يو بوت ألمانية من غواصة الفئة السابعة سي بنيت لسلاح بحرية ألمانيا النازية كريغسمارينه، في أحواض بلوم+فوس خلال الحرب العالمية الثانية.

## التصميم
كانت إزاحة الغواصة يو-577 تبلغ 769 طناً عند السطح و871 طناً أثناء الغوص. كان طولها الإجمالي 67.10 م، وطول هيكل الغواصة 50.50 م، وبعرض 6.20 م، وارتفاع 9.60 م، وغاطس 4.74 م. تم تزويد الغواصة بالطاقة بواسطة محركي ديزل بضاغط عنفي فائق من طراز F46 رباعي سداسي الأسطوانات من طراز جيرمانياويرفت، ينتج قوة إجمالية تتراوح بين 2800 و3200 حصان للاستخدام على سطح الماء، ومحركين كهربائيين من طراز (بالإنجليزية: Brown, Boveri & Cie GG UB 720/8) ينتج قوة إجمالية قدرها 750 حصان للاستخدام تحت الماء. كان لها عمودان ومراوحتان بطول 1.23 متر، وكانت الغواصة قادرة على العمل في عمق يصل إلى 230 متر. 